# التهاب المعدة والأمعاء والقولون
التهاب المعدة والأمعاء والقولون (بالإنجليزية: Gastroenterocolitis)‏ هو حالة مرضية تتسم بالتهاب القناة الهضمية التي تشمل كلاً من المعدة (معدي) والأمعاء الدقيقة (معوي) والقولون. تَتَعدّد أسباب الالتهاب وتشمل العَدوى الفيروسات أو البكتيريا أو غيرها من الكائنات الدقيقة.

## العلامات والأعراض
يعد الإسهال من أهم علامات وأعراض التهاب المعدة والأمعاء. قد تشمل أعراض أخرى مثل:
- ألم في البطن أو تشنج.
- غثيان.
- تقيؤ.
- حمى منخفضة.

بسبب أعراض التقيؤ والإسهال، يمكن أن يصاب الأشخاص الذين يعانون من التهاب المعدة والأمعاء بالجفاف بسرعة، لذلك من المهم للغاية مراقبة علامات وأعراض الجفاف.

## الأسباب
تَتَعدّد أسباب الالتهاب وتشمل العَدوى الفيروسات أو البكتيريا أو غيرها من الكائنات الدقيقة. تشمل طرق الإصابة الشائعة ما يلي:
- الطعام.
- مياه ملوثة.
- الاتصال مع شخص مصاب.
- أيدي غير مغسولة.
- %50 إلى 70% من حالات التهاب المعدة والأمعاء عند البالغين سببها نوروفيروس (جنس نوروفيروس، عائلة الفيروسات الكأسية). يعد هذا الفيروس شديد العدوى وينتشر بسرعة. نوروفيروس هو السبب الأكثر شيوعًا لالتهاب المعدة والأمعاء في الولايات المتحدة.[4]